# Norveški šahovski savez
Norveški šahovski savez (nor. bokmal: Norges Sjakkforbund, nor. nynorsk: Norges Sjakkforbund), krovno tijelo športa šaha u Norveškoj. Osnovan je 1914. godine i član je FIDE od 1926. godine. Sjedište je u Oslu, Sandakerveien 24 D. Norveška pripada europskoj zoni 1.3. Predsjednik je Morten Lillestøl Madsen (ažurirano 22. listopada 2019.).

## Vanjske poveznice
- Službene stranice